# Харви, Дональд
Дональд Харви (англ. Donald Harvey; 15 апреля 1952 — 30 марта 2017) — американский серийный убийца, бывший санитар. Утверждал, что убил 87 человек. По официальным оценкам, число жертв находится в диапазоне от 36 до 57 человек. Отбывал пожизненное заключение в тюрьме в штате Огайо.

## Преступления
В 18-летнем возрасте Харви начал медицинскую карьеру, работая санитаром в больнице города Лондон, штат Кентукки. Позже он признался, что за 10 месяцев работы здесь он убил по крайней мере дюжину пациентов. Харви настаивал, что некоторых пациентов убивал из сочувствия к их страданиям.
Преступления Харви не обнаруживались 17 лет. Истинный размах его злодеяний никогда не будет известен. Для убийств он использовал многочисленные методы — мышьяк, цианид, инсулин, удушье, различные яды, морфий, отключение аппарата искусственной вентиляции лёгких, заражение гепатитом и т. д.

## Наказание
Харви был приговорен к четырём пожизненным срокам. Умер 30 марта 2017 года, после того как днём ранее был найден избитым в своей камере.